# 管弄新村
管弄新村是中華人民共和國上海市普陀區的一個住宅區，具體位置位於岚皋路以东、光新路以西、京沪铁路以南、华池路以北，占地28.4公顷，建築面積32萬平方米，有楼房84幢。可容納2.12萬人居住。管弄新村始建於1985年。